# Canadian-American Challenge Cup
La Canadian-American Challenge Cup, también conocida como Can-Am o CanAm, fue una categoría de automovilismo de velocidad disputada en Canadá y Estados Unidos entre los años 1966 y 1974, y luego desde 1977 hasta 1986. La competencia fue fiscalizada por Canadian Automobile Sport Clubs (CASC) y el Sports Car Club of America (SCCA).
En la primera era de la CanAm se usaron sport prototipos que cumplían la homologación Grupo 7 de la Federación Internacional del Automóvil. Este reglamento permitía motores de cualquier cilindrada y sobrealimentados, alerones, efecto suelo y materiales exóticos tales como el titanio. Tras la crisis energética de principios de la década de 1970, el mantenimiento de los automóviles se hizo costoso, lo que llevó a la CanAm a su desaparición tras la temporada 1974.
Lola Racing Cars, McLaren y más tarde Porsche y Shadow dominaron la categoría en sus distintos años. BRM, Ferrari, Ford y March también participaron en la CanAm.
En 1977, la CanAm resurgió como continuación de la Fórmula 5000 Estadounidense, un campeonato de monoplazas que había desaparecido en 1976. En esta segunda era, los automóviles estaban basado en los Fórmula 5000, pero tenían carrocerías de sport prototipos. La CanAm desapareció finalmente tras la temporada 1986, cuando los equipos y pilotos se pasaron al Campeonato IMSA GT.

## Campeones
| Año       | Piloto                 | Equipo        | Automóvil                             |
| --------- | ---------------------- | ------------- | ------------------------------------- |
| 1966      | John Surtees           | Surtees       | Lola T70-Chevrolet                    |
| 1967      | Bruce McLaren          | Bruce McLaren | McLaren M6A-Chevrolet                 |
| 1968      | Denny Hulme            | Bruce McLaren | McLaren M8A-Chevrolet                 |
| 1969      | Bruce McLaren          | Bruce McLaren | McLaren M8B-Chevrolet                 |
| 1970      | Denny Hulme            | Bruce McLaren | McLaren M8D-Chevrolet                 |
| 1971      | Peter Revson           | Bruce McLaren | McLaren M8F-Chevrolet                 |
| 1972      | George Follmer         | Penske        | Porsche 917/10                        |
| 1973      | Mark Donohue           | Penske        | Porsche 917/30KL                      |
| 1974      | Jackie Oliver          | Shadow        | Shadow DN4A-Chevrolet                 |
| 1975-1976 | No se disputó          | No se disputó | No se disputó                         |
| 1977      | Patrick Tambay         | Haas-Hall     | Lola T333CS-Chevrolet                 |
| 1978      | Alan Jones             | Haas-Hall     | Lola T333CS-Chevrolet                 |
| 1979      | Jacky Ickx             | Carl Haas     | Lola T333CS-Chevrolet                 |
| 1980      | Patrick Tambay         | Carl Haas     | Lola T530-Chevrolet                   |
| 1981      | Geoff Brabham          | VDS           | Lola T530-Chevrolet VDS 001-Chevrolet |
| 1982      | Al Unser Jr            | Galles        | Frissbee GR3-Chevrolet                |
| 1983      | Jacques Villeneuve Sr. | Canadian Tire | Frissbee GR3-Chevrolet                |
| 1984      | Michael Roe            | Don Walker    | VDS 002-Chevrolet VDS 004-Chevrolet   |
| 1985      | Rick Miaskiewicz       | Mosquito      | Frissbee GR3-Chevrolet                |
| 1986      | Horst Kroll            | Kroll         | Frissbee KR3-Chevrolet                |
| 1987      | Bill Tempero           | Bill Tempero  | March 85C-Chevrolet                   |

## Pilotos destacados
1966-1973, 1977-1983
| Piloto                      | Títulos | Victorias |
| --------------------------- | ------- | --------- |
| Denny Hulme                 | 2       | 22        |
| Patrick Tambay              | 2       | 12        |
| Al Holbert                  | 0       | 10        |
| Mark Donohue                | 1       | 9         |
| Bruce McLaren               | 2       | 9         |
| George Follmer              | 1       | 7         |
| Alan Jones                  | 1       | 6         |
| Jacky Ickx                  | 1       | 5         |
| Peter Revson                | 1       | 5         |
| Teo Fabi                    | 0       | 4         |
| John Surtees                | 1       | 4         |
| Al Unser Jr.                | 1       | 4         |
| Geoff Brabham               | 1       | 3         |
| Elliott Forbes-Robinson     | 0       | 3         |
| Jacques "Jacquo" Villeneuve | 1       | 3         |